# Elección de liderazgo de la Unión Demócrata Cristiana de Alemania de enero de 2021
La elección de liderazgo de la Unión Demócrata Cristiana de Alemania de enero de 2021 se llevó a cabo los días 15 y 16 de enero de 2021, con el propósito de elegir al Presidente y posible líder del partido para las elecciones federales alemanas de ese año, y se llevó a cabo durante el 33° Congreso del partido. La elección puso la presidencia de la formación conservadora en manos del político Armin Laschet, tras un “congreso digital” en medio de la pandemia de COVID-19.

## Antecedentes
La elección debía tener lugar el 25 de abril de 2020 en Berlín, tras la decisión de Annegret Kramp-Karrenbauer en febrero de 2020 de dimitir como líder de la Unión Demócrata Cristiana (CDU), en parte debido a la crisis política de Turingia. Sin embargo, se pospuso hasta diciembre, debido a la pandemia de COVID-19 en Alemania. El 14 de septiembre de 2020, al concluir las reuniones del comité de la CDU, el secretario general Paul Ziemiak anunció que, debido a la pandemia, el Congreso se celebraría como una reunión de un día el 4 de diciembre de 2020, durante la cual se llevarían a cabo las elecciones de liderazgo. Sin embargo, a finales de octubre de 2020 se volvió a aplazar la elección, lo que ha sido criticado duramente por el candidato Friedrich Merz quien sospechaba que esto se buscaba impedir su elección como presidente del partido. En diciembre, la Junta Nacional de la CDU decidió que el partido elegiría al sucesor de Kramp-Karrenbauer en un Congreso virtual, a partir del 15 de enero de 2021. El próximo líder de la CDU será elegido el 16 de enero. El 22 de enero, dado que el único nombre en la boleta será el ganador de la votación digital, los funcionarios esperan que el proceso de envío por correo se anuncie, para que sea una formalidad.
El 18 de febrero, poco después de la decisión de Kramp-Karrenbauer de dimitir, Norbert Röttgen anunció su intención de presentarse a la dirección del partido. Esto fue seguido por un anuncio conjunto el 25 de febrero por Armin Laschet y Jens Spahn en el que Spahn respaldó a Laschet para el liderazgo y Laschet anunció su intención de presentarse.
Unas horas más tarde, Merz a su vez anunció su intención de presentarse a la dirección del partido.

## Candidatos
| Foto | Nombre                    | Cargos ocupados | Estado                      | Fecha de anuncio      |
| ---- | ------------------------- | --- | --------------------------- | --------------------- |
|      | Armin Laschet (n. 1961)   | Ministro presidente de Renania del Norte-Westfalia (2017–presente) Vicepresidente de la Unión Demócrata Cristiana (2012–presente) Presidente de la Unión Demócrata Cristiana en Renania del Norte-Westfalia (2012–presente) | Renania del Norte-Westfalia | 25 de febrero de 2020 |
|      | Friedrich Merz (n. 1955)  | Presidente del grupo parlamentario CDU/CSU en el Bundestag y líder de la oposición (2000–2002) Miembro del Bundestag (1994–2009) Diputado al Parlamento Europeo (1989–1994) | Renania del Norte-Westfalia | 25 de febrero de 2020 |
|      | Norbert Röttgen (n. 1965) | Presidente de la Comisión de Asuntos Exteriores del Bundestag (2014–presente) Miembro del Bundestag (1994–presente) Ministro Federal de Medio Ambiente, Protección de la Naturaleza y Seguridad Nuclear (2009–2012) Vicepresidente de la Unión Demócrata Cristiana (2010–2012) Presidente de la Unión Demócrata Cristiana en Renania del Norte-Westfalia (2010–2012) | Renania del Norte-Westfalia | 18 de febrero de 2020 |

### Armin Laschet
Ministro presidente del populoso estado de Renania del Norte-Westfalia desde 2017, Armin Laschet eligió a Jens Spahn, ministro de Salud y candidato en la anterior elección de liderazgo de la CDU, como su adjunto. Al caracterizar su campaña como un puente entre las facciones centrista y de derecha del partido, Laschet ve su liderazgo con Spahn como capaz de resolver la crisis en la CDU, que ha sido sacudida por las consecuencias de los legisladores regionales de la CDU que votaron junto a Alternativa para Alemania para elegir a Thomas Kemmerich como ministro presidente del estado oriental de Turingia, y que sufrió uno de sus peores resultados electorales en las elecciones estatales de Hamburgo de 2020.
Miembro de la CDU desde 1979, Laschet ha ocupado diversos cargos en la política local, estatal, federal y europea, incluidos períodos comoeurodiputado y ministro regional que supervisa la integración de los migrantes. Considerado como un moderado cercano a la visión de Angela Merkel de la CDU, Laschet es un católico devoto que se opuso al matrimonio entre personas del mismo sexo y ha abogado por la prohibición del velo para las niñas hasta los 14 años. A pesar de esas opiniones, Laschet recurrió a Spahn, un hombre gay, para ser su adjunto y es visto como un defensor de los derechos de los migrantes. Se considera que Laschet es bondadoso y experto en la creación de consenso, mientras que los críticos dicen que se parece demasiado a Merkel y no es lo suficientemente conservador como para recuperar a los votantes que la CDU perdió ante la extrema derecha. Algunos también lo acusaron de tener puntos de vista peligrosos en asuntos exteriores, y lo describieron como demasiado amigable con Rusia y China.

### Friedrich Merz
Friedrich Merz es un antiguo rival que regresa de Merkel que ha regresado con la esperanza de devolver a la CDU los votantes perdidos por el centrismo de Merkel. Después de perder el liderazgo del partido a principios de la década de 2000, Merz perdió su puesto como líder del grupo CDU/CSU en el Bundestag y dejó el Bundestag en 2009 para emprender una carrera en el sector privado. Desde su primer retiro político, Merz ha trabajado para la aseguradora AXA, el gigante químico BASF y el grupo de inversión BlackRock. Cuando Merkel anunció su renuncia al liderazgo de la CDU, Merz anunció que desafiaría a Annegret Kramp-Karrenbauer, la sucesora preferida de Merkel, para el puesto de líder en 2017. No logró ganar el liderazgo en 2018, ubicándose segundo detrás de Kramp-Karrenbauer.
Partidario de la ley y el orden, el conservadurismo y el libre mercado, Merz promete volver a ganar a los exvotantes de la CDU que antes se habían hallado descontentos y habían desertado a Alternativa para Alemania. Tanto los aliados como los rivales dan fe de la mente aguda de Merz y del conocimiento detallado de los problemas políticos complicados. Sin embargo, los críticos dicen que es demasiado derechista para el partido, habiéndose opuesto a una reforma de 1997 para criminalizar la violación dentro del matrimonio y defendiendo la llamada Leitkultur, que es la promoción de la cultura, costumbres y tradiciones alemanas entre los inmigrantes.

### Norbert Röttgen
Norbert Röttgen, presidente de la Comisión de Asuntos Exteriores del Bundestag y Ministro Federal de Medio Ambiente entre 2009 y 2012, se unió a la CDU en la escuela secundaria y construyó una carrera en el partido, convirtiéndose en miembro del parlamento en 1994. Röttgen se retiró del Gobierno Merkel II en 2012 después de elegir postularse para el cargo de ministro presidente de Renania del Norte-Westfalia en las elecciones estatales de ese año y lograr uno de los peores resultados en la historia de su partido. Fue despedido del gabinete días después del resultado.
Röttgen, centrista, es muy querido por los conocedores de la CDU de mayor edad. Defiende los valores fundamentales de la antigua república alemana, a saber, el transatlantismo, la asociación franco-alemana y un fuerte anclaje de Alemania en la  Unión Europea. Visto como sólidamente basado en todos los principales problemas políticos del momento, los críticos han señalado su pérdida en Renania del Norte-Westfalia y que "carece del toque común" para dirigir al partido en el estado actual de la política alemana.
En el transcurso de la elección de liderazgo, el apoyo entre los diputados de la CDU ha ido en aumento para Röttgen. Andreas Nick y Kai Whittaker lo respaldaron públicamente en noviembre de 2020.

## Encuestas
| Fecha                                | Encuestador                                                          | Muestra                  | Laschet | Merz  | Röttgen | Otros/Ninguno           | Indecisos/ No saben |
| ------------------------------------ | -------------------------------------------------------------------- | ------------------------ | ------- | ----- | ------- | ----------------------- | ------------------- |
| 9–11 de enero de 2021                | Civey                                                                | 5,001 votantes           | 13%     | 30%   | 32%     | —                       | 25%                 |
| 9–11 de enero de 2021                | Civey                                                                | Votantes de la CDU/CSU   | 11%     | 41%   | 31%     | —                       | 17%                 |
| 4–5 de enero de 2021                 | Infratest Dimap                                                      | 1,020 votantes           | 18%     | 27%   | 22%     | 19%                     | —                   |
| 4–5 de enero de 2021                 | Infratest Dimap                                                      | Votantes de la CDU/CSU   | 25%     | 29%   | 25%     | —                       | —                   |
| 18–20 de diciembre de 2020           | Civey                                                                | 7,514 votantes           | 11,8%   | 28,8% | 31,7%   | —                       | 27,7%               |
| 18–20 de diciembre de 2020           | Civey                                                                | Votantes de la CDU/CSU   | 11,1%   | 38,0% | 28,9%   | —                       | 22,0%               |
| 27–30 de noviembre de 2020           | Civey                                                                | 5,003 votantes           | 12,7%   | 33,4% | 27,4%   | —                       | 26,5%               |
| 27–30 de noviembre de 2020           | Civey                                                                | Votantes de la CDU/CSU   | 13%     | 43%   | 23%     | —                       | 22%                 |
| 24–25 de noviembre de 2020           | Infratest Dimap Archivado el 14 de enero de 2021 en Wayback Machine. | 1,047 votantes           | 15%     | 27%   | 16%     | 21%                     | —                   |
| 24–25 de noviembre de 2020           | Infratest Dimap Archivado el 14 de enero de 2021 en Wayback Machine. | Votantes de la CDU       | 15%     | 39%   | 22%     | 15%                     | —                   |
| 30 de octubre–2 de noviembre de 2020 | Civey                                                                | 5,003 votantes           | 8,1%    | 25,9% | 10,6%   | Spahn 23,3% Otros 21,0% | 11,1%               |
| 30 de octubre–2 de noviembre de 2020 | Civey                                                                | Votantes de la CDU/CSU   | 8,1%    | 33,4% | 9,1%    | Spahn 27,4% Otros 15,9% | 6,1%                |
| 20–22 de octubre de 2020             | Forsa                                                                | 1,007 miembros de la CDU | 24%     | 45%   | 13%     | —                       | —                   |
| 23–27 de septiembre de 2020          | Civey                                                                | 5,018 votantes           | 9,7%    | 25,5% | 11,4%   | Spahn 17,7% Otros 23,6% | 12,1%               |
| 23–27 de septiembre de 2020          | Civey                                                                | Votantes de la CDU/CSU   | 8,7%    | 35,6% | 10,0%   | Spahn 21,2% Otros 18,3% | 6,2%                |
| 3–5 de marzo de 2020                 | Forschungsgruppe Wahlen                                              | 1,276 votantes           | 24%     | 27%   | 11%     | 30%                     | —                   |
| 3–5 de marzo de 2020                 | Forschungsgruppe Wahlen                                              | Votantes de la CDU/CSU   | 27%     | 40%   | 10%     | 19%                     | —                   |

Delegados estimados
| Fecha               | Fuente       | Laschet | Merz | Röttgen | Desconocido |
| ------------------- | ------------ | ------- | ---- | ------- | ----------- |
| 14 de enero de 2021 | The European | 310     | 410  | 180     | 100         |
| 11 de enero de 2021 | The European | 310     | 395  | 125     | 170         |
| 8 de enero de 2021  | The European | 290     | 395  | 115     | 200         |
| 3 de enero de 2021  | The European | 260     | 380  | 60      | 300         |

## Resultados
| Candidato              | Candidato              | Primera vuelta | Primera vuelta | Segunda vuelta | Segunda vuelta |
| Candidato              | Candidato              | Votos          | %              | Votos          | %              |
| ---------------------- | ---------------------- | -------------- | -------------- | -------------- | -------------- |
|                        | Armin Laschet          | 380            | 38.42          | 521            | 52.79          |
|                        | Friedrich Merz         | 385            | 38.93          | 466            | 47.21          |
|                        | Norbert Röttgen        | 224            | 22.65          |                |                |
| Abstenciones           | Abstenciones           | 3              | 0.30           | 4              | 0.40           |
| Total de votos válidos | Total de votos válidos | 992            | 100.0          | 991            | 100.0          |
| Votos nulos/en blanco  | Votos nulos/en blanco  | –              | –              | –              | –              |
| Total de votos         | Total de votos         | 992            | 100.0          | 991            | 100.0          |
| Fuente:                |                        |                |                |                |                |